# Ludwig Kort
Ludwig Kort (* 1888; † 1958) war ein deutscher Fluid-Dynamiker.

## Kortdüse
Der Hannoveraner Kort entwickelte in den 1930er Jahren neben dem italienischen Luftfahrtingenieur Luigi Stipa die nach ihm benannte Kortdüse, ein konisch zulaufender, tragflügelähnlich profilierter Ring, der den Propeller eines Schiffes umgibt. Dadurch wird der Schub vom Propeller in eine Richtung gelenkt also gebündelt. Vor der Kortdüse gab es schon Kanäle, allerdings waren diese (im Vergleich zur typischen Kortdüse) sehr lang, wodurch es zu der sogenannten Kanalerosion kam, die den Kanal und den Propeller erheblich beschädigte. Bei dem Versuch diese Kanalerosion zu verringern entdeckte Kort, dass das Richten des Nachlaufs des Propellers durch eine kurze, stationäre Düse nicht nur die Kanalerosion verringerte, sondern auch den Schub erhöhte.
Für diese Entdeckung bekam er in den USA 1936 eine Patenturkunde also ein Patent auf seine Erfindung.